# نورمن شوارتسکف (پسر)
نورمن شوارتسکوف جونیور (به انگلیسی: Norman Schwarzkopf, Jr) ‏ (زادهٔ ۱۹۳۴ – درگذشته ۲۰۱۲) ارتشبد نیروی زمینی ایالات متحده آمریکا بود، که در فاصله سال‌های ۱۹۸۸ تا ۱۹۹۱ به‌عنوان سومین فرمانده مرکزی ایالات متحده آمریکا فعالیت می‌کرد.
شواتسکوف دانش‌آموخته کارشناسی ارشد مهندسی مکانیک، همچنین کارشناسی ارشد مهندسی هوافضا از دانشگاه کالیفرنیای جنوبی و نیز آموزش دیده مدرسه پیاده‌نظام ارتش ایالات متحده آمریکا و کالج فرماندهی و ستاد نیروی زمینی ایالات متحده آمریکا بود و فعالیت نظامی را از سال ۱۹۵۶ در نیروی زمینی آمریکا آغاز کرد.
وی از ۱۹۷۴ تا ۱۹۷۵ جانشین فرمانده تیپ ۱۷۲ پیاده بود، از ۱۹۷۶ تا ۱۹۷۸ فرماندهی تیپ ۱ لشکر ۹ پیاده را برعهده داشت و از ۱۹۷۸ تا ۱۹۸۰ به‌عنوان مدیر طرح‌های فرماندهی اقیانوس هند-آرام ایالات متحده آمریکا فعالیت می‌کرد. او از ۱۹۸۰ تا ۱۹۸۲ فرمانده لشکر ۸ پیاده بود، از ۱۹۸۲ تا ۱۹۸۴ فرماندهی لشکر ۲۴ پیاده را برعهده داشت و از ۱۹۸۵ تا ۱۹۸۷ به‌عنوان فرمانده سپاه اول فعالیت می‌کرد.
پدر وی هربرت نورمن شوارتسکف از افسران عالی رتبه سازمان اطلاعات مرکزی آمریکا (سیا) و از چهره‌های پشت پرده کودتای ۲۸ مرداد بود.

## کودکی
هربرت نورمن شوارتسکف جونیور، متولد ترنتون، نیوجرسی، پسر روت آلیس (نام اصلیش بومن) و هربرت نورمن شوارتسکف بود. پدربزرگ و مادربزرگ پدری‌اش آلمانی بودند. پدر او در ارتش ایالات متحده خدمت کرده بود و سپس به عنوان سرپرست پلیس ایالت نیوجرسی، جایی که او به عنوان یک بازرس در سال ۱۹۳۲در مورد آدم‌ربایی کودک لیندنبرگ انحام وظیفه نمود. بعد از آن به ارتش بازگشت و تا رتبه سرلشکری ترفیع یافت.
در ژانویه ۱۹۵۲، شوارتسکف جوان گواهی تولد خود را به "اچ. نورمن شوارتسکف" اصلاح کرد. این عمل انتقام‌جویانه علیه دانشجویان کلاس بالایی در وست پوینت انجام شد چرا که پدر او متنفر از نام خود "هربرت " بود و هنگامی که او در وست پوینت بود دانشجویان سال بالاتر برای امضای نامش بر سرش فریاد می‌زدند: "اچ. نورمن شوارتسکف". ارتباطش با منطقه خلیج فارس خیلی زود در سال۱۹۴۶، زمانی که او ۱۲ ساله بود، آغاز شد. او و سایر اعضای خانواده اش به پدرش، مستقر در تهران، ایران، پیوستند جایی‌که پدرش نقشی کلیدی در عملیات آژاکس، کودتای ۲۸ مرداد، داشت و در نهایت به تشکیل پلیس مخفی شاه ساواک، منجر شد.
ژنرال شوارتسکوف پدر از سال‌های ۱۳۲۱ تا ۱۳۲۷ ریاست هیئت نظامی آمریکا در ژاندارمری ایران را به عهده داشت.
شوارتسکف جوان در دبیرستان جامعه اقلیت در تهران، بعد در مدرسه بین‌المللی ژنو در لا شَتَنیُره، دبیرستان فرانکفورت در فرانکفورت آلمان درس خوانده و در آخر به آکادمی نظامی ولی فورج رفت و از آن فارغ‌التحصیل شد.

## تحصیلات
پس از آکادمی نظامی ولی فورج، شوارتسکف، به آکادمی نظامی ایالات متحده رفت، و از آنجا با رتبه ۴۳ در کلاس خود در سال ۱۹۵۶ با مدرک کارشناسی فارغ‌التحصیل شد. سپس در سال ۱۹۶۴ از دانشگاه کالیفرنیای جنوبی، مدرک کارشناسی ارشد در مهندسی مکانیک دریافت کرد. زمینه تخصصی اش مهندسی موشک‌های هدایت شونده بود، برنامه‌ای که USC با ارتش ایالات متحده، توسعه داده و آموزش‌های هوانوردی و مکانیک را در بر می‌گرفت. او بعدها به دانشکده جنگ ارتش ایالات متحده پیوست.

## حرفه نظامی
پس از فارغ‌التحصیل شدن از آکادمی نظامی وست پوینت با درجه ستوان دوم وارد خدمت شد و آموزش‌های پیاده‌نظام پیشرفته و هوابرد را در فورت Fort Benning، جورجیا گذراند. او فرمانده یک جوخه بود و به عنوان افسر اجرایی یک گروهان در دومین گروه رزمی هوابرد، هنگ ۱۸۷ پیاده‌نظام هوابرد در فورت کمپبل، کنتاکی خدمت کرد. سپس آجودان فرماندهی تیپ برلین در سال ۱۹۶۰ و ۱۹۶۱ شد، در یک برهه زمانی بسیار مهم در تاریخ از این شهر تقسیم شده (فقط یک هفته پس از ترک او دیوار برلین ساخته شده توسط آلمان شرقی و نیروهای شوروی صورت گرفت). در سال ۱۹۶۵، پس از اتمام دوره کارشناسی ارشد خود از USC، شوارتسکف به آکادمی نظامی وست پوینت رفت و به عنوان مربی در گروه مهندسی مکانیک، مشغول به کار شد.

### جنگ ویتنام
روز به روز تعداد بیشتری از همکلاسی‌های سابقش به عنوان مشاور ارتش ویتنام جنوبی راهی ویتنام می‌شدند. در سال ۱۹۶۵، یک سال پس از عضویت شوارتسکف در دانشکده وست پوینت، او به‌طور داوطلبانه و به عنوان مشاور نیروی ضربت لشکر هوابرد ویتنام جنوبی خدمت کرد، در آن زمان، او از درجهٔ سروانی به سرگردی ترفیع یافت. هنگامی که دورهٔ خدمت در ویتنام به پایان رسید او به تدریس در وست پوینت بازگشت. در سال ۱۹۶۸، سرگرد شوارتسکف سرهنگ دوم شد. در همین سال با برندا هولسینگر ازدواج کرد.

در طول جنگ ویتنام، در ماه مارس ۱۹۷۰، شوارتسکف مردان گردان خود را از میدان مین نجات داد. او پیامی دریافت کرده بود که مردان تحت فرمانش با یک میدان مین در شبه جزیره Batangan مواجه شده بود، و با عجله با هلی کوپتر خود را به صحنه رساند، و متوجه شد هنوز چند تن از سربازان در میدان مین به دام افتاده‌اند. شوارتسکف از آن‌ها خواست جای پای خود را پیدا کنند و به آرامی در همان مسیری که پیش رفته‌اند به عقب برگردند. با این حال، یکی از آن‌ها با چاشنی یک مین برخورد کرد و به شدت زخمی شد اما همچنان هوشیار بود. همان‌طور که سرباز زخمی از درد به خود می‌پیچید و تقلا می‌کرد، سربازان در اطراف او می‌ترسیدند که باز هم به یکی دیگر از مینها برخورد کند. شوارتسکف، که از انفجار زخمی شده بود، با خزیدن در میدان مین خود را به مرد رساند و او را نگه داشت (با استفاده از فنون کشتی که در وست پوینت یادگرفته بود) تا سایر سربازان پای آسیب دیدهٔ او را آتل‌بندی کنند. یک سرباز که برای شکستن شاخه‌ها و ساخت آتل دور شده بود مین دیگری را منفجر کرد و خود و دو سربازی که نزدیکش بودند کشت و به یک دست و پای افسر رابط توپخانه آسیب رساند. در نهایت، سرگرد شوارتسکف باقی‌مانده مردان خود را به محل امنی برد، از مهندسین لشکر خواست با خمیر ریش محل مین‌ها را علامت گذاری کنند. (برخی از مینها ساخت فرانسه بودند و به جنگ هندوچین که دههٔ ۱۹۵۰و بقیه مربوط به نیروهای ژاپنی در جنگ جهانی دوم بود). شوارتسکف در زندگی‌نامه خود می‌گوید: این کار یک قهرمان است که این حادثه موجب شهرتش به عنوان افسری شد که زندگی خود را برای سربازان تحت فرمانش به خطر می‌اندازد.

شوارتسکف به مردان خود گفت که ممکن است برخی از قوانین سختگیرانه‌اش را دوست نداشته باشند، اما این برای خوبی خود آنهاست. او به آن‌ها گفت: "هنگامی که شما در هواپیما درحال رفتن به خانه‌اید، اگر آخرین چیزی که در مورد من فکر می‌کنید این است که:" من از اون حرومزاده بدم می‌آید "، خوب است چرا که شما زنده و در حال رفتن به خانه‌اید. سرتیپ هال مور بعدها نوشت که در مدت همین زمان در ویتنام بود که شوارتسکف تندخویی خود را که بعدها به آن مشهور شد، به دست آورد، زمانیکه از طریق بی‌سیم مشاجره می‌کرد تا هلکوپترهای آمریکایی در حال عبور به زمین نشسته و سربازان زخمی او را با خود ببرند.

### ژنرالی

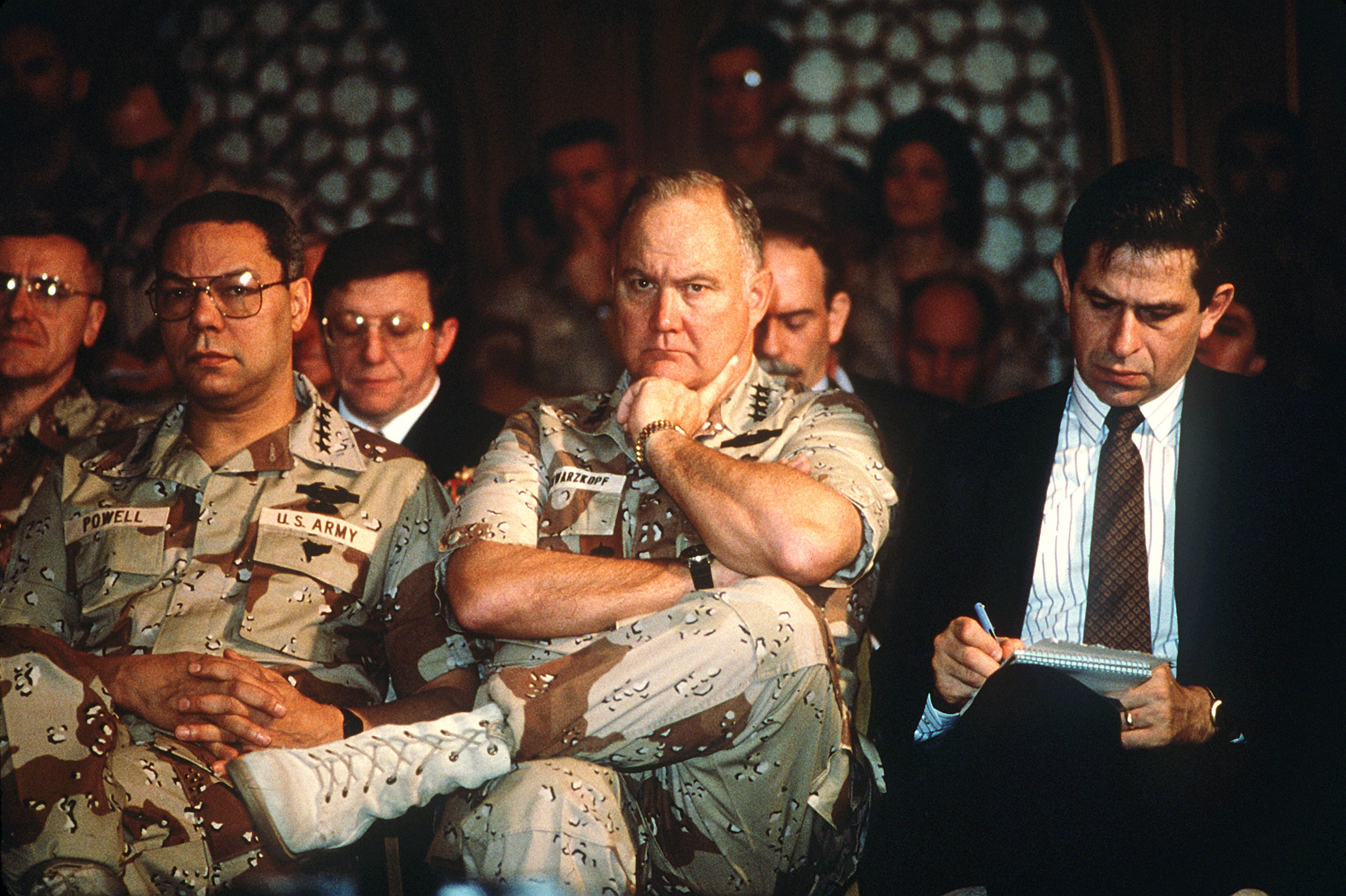

در طول دههٔ ۱۹۷۰، ستاره شوارتسکف همچنان رو به پیشرفت بود. او در دانشکده جنگ ارتش ایالات متحده در پادگان کارلایل، پنسیلوانیا شرکت کرد (با یک سال تأخیر که او بتواند تحت عمل جراحی پشت قرار گیرد تا مشکل مادرزادی راکه بر اثر خدمت در جنگ تشدید شده بود را برطرف کند) و در ستاد کل ارتش در پنتاگون، معاونت فرماندهی نیروهای آمریکایی در آلاسکا تحت سرتیپ ویلارد لاتام، و به عنوان فرمانده تیپ یکم از لشکر نهم پیاده‌نظام در فورت لوئیس واشینگتن، خدمت کرد. پس از ارتقا به سرتیپی، به مدت دو سال به عنوان افسر طرح و برنامه (دستیار J3) در فرماندهی ایالات متحده در اقیانوس آرام گمارده شد. او سپس به عنوان معاون لشکر فرمانده (پشتیبانی) لشکر هشتم مکانیزه و به عنوان فرمانده ارتباطات ماینس، آلمان غربی، که در آن مدت پاپ ژان پل دوم از شهر بازدید کرد، منصوب گردید، بنابراین شوارتسکف مسئول امنیت نیروهای ایالات متحده در مدت بازدید پاپ بود. او به سرلشکری ارتقا یافت و فرماندهی لشکر ۲۴ پیاده مکانیزه در فورت استوارت، به او سپرده شد.

یک سال پس از آن در جزیره گرانادا در کارائیب کودتایی رخ داد. انقلابیون گرانادایی با کمک کوبا در حال ساخت یک فرودگاه بودند که سازمان‌های اطلاعاتی ایالات متحده مشکوک بودند می‌تواند برای کمک به شورشیان آمریکای مرکزی مورد استفاده قرار گیرد. همچنین ترس از این وجود داشت که آمریکایی‌ها مشغول به تحصیل در جزیره ممکن است به گروگان گرفته شوند. از آنجا که فرود آبی-خاکی یک گزینه بود، کل این عملیات تحت فرمان یک دریاسالار قرار داده شد. شوارتسکف از طرف ارتش به عنوان مشاور برای اطمینان از آرایش درست واحدهای نیروی زمینی ملحق شده به نیروی ضربت، به نیروی دریایی فرستاده شده. او به سرعت موفق به کسب اعتماد مافوق خود شد و معاون فرمانده نیروی ضربتی مشترک نام گرفت. با وجود آنکه عملیات گرانادا مشکل‌تر از چیزی شد که برنامه ریزان پیش‌بینی کرده بود، کودتا به سرعت خنثی شد. نظم برقرار گردید، انتخابات برنامه‌ریزی شده، و دانشجویان آمریکایی بدون آسیب به خانه بازگشتند.

در سال ۱۹۸۵، شوارتسکف به پنتاگون بازگشت و به عنوان دستیار سپهبد کارل وونو (که در آن زمان معاون رئیس ستاد عملیاتی بود) مشغول شد. در سال ۱۹۸۶، شوارتسکف به سپهبدی ارتقا یافت، و به عنوان ژنرال فرمانده I Corps فورت سنت لوئیس، منصوب شد. پس از تنها یک سال خدمت در پست فرماندهی، به واشینگتن فراخوانده شد تا به عنوان دستیار وونو (وونو که خود ارتشبد شده بود و برای فرماندهی آموزش ارتش در نظر گرفته شده بود. بعداً رئیس ستاد ارتش شد) در پست رئیس معاون ستاد و عملیات، خدمت کند.

### جنگ خلیج فارس

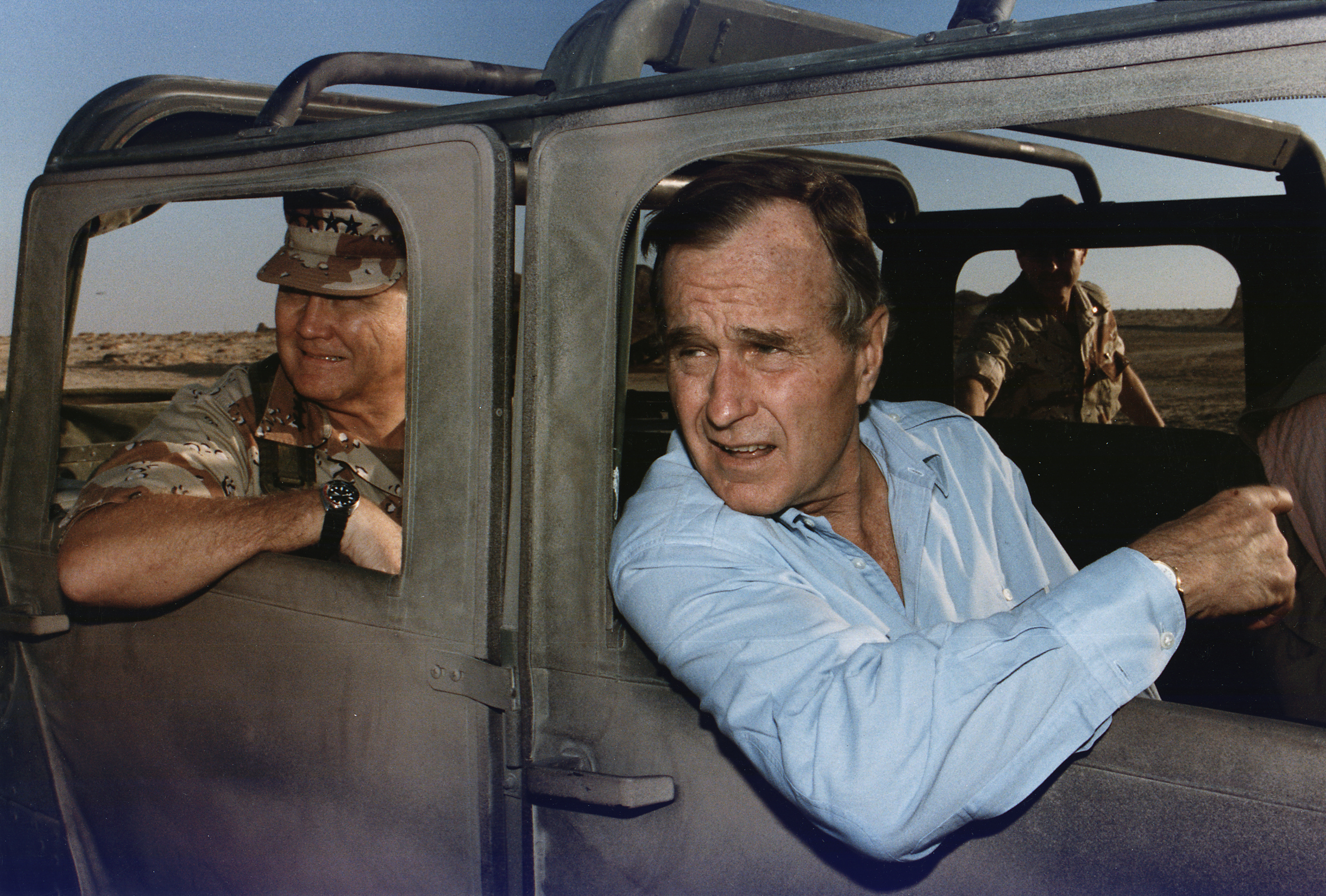

او در سال ۱۹۸۸، به ارتشبدی ارتقا یافت و در پست فرمانده کل قوا در فرماندهی مرکزی ایالات متحده منصوب شد. فرماندهی مرکزی ایالات متحده، مستقر در پایگاه نیروی هوایی مک دیل در تمپا، فلوریدا قرار دارد، در آن زمان مسوؤل عملیات در شاخ آفریقا، خاورمیانه و آسیای جنوبی بود. در سمت فرمانده، شوارتسکف برنامه دقیقی برای دفاع از حوزه‌های نفتی خلیج فارس در برابر حمله فرضی عراق تهیه کرد.

طرح عراق به عنوان پایه رزمایش سال ۱۹۹۰ بکار رفت. در همان ماه عراق به کویت حمله کرد و طرح شوارتسکف کاربرد فوری و عملی پیدا کرد و از آن به عنوان پایه برای عملیات سپر صحرا، دفاع از عربستان سعودی استفاده شد. به عنوان فرمانده کل، شوارتسکف در ابتدا نگران تدارکات نامناسب و تجهیزات جنگ در مقیاس بزرگ نیروهای عملیاتی در محیط صحرا بود. در مدت آماده‌سازی برای طوفان صحرا، در نتیجه ابتکار ژنرال شوارتسکف، یونیفرم نبرد (BDU) با استتار کویر از پارچه ۱۰۰٪ پنبه‌ای پوپلین بدون پانل‌های تقویت به منظور بهبود راحتی برای نیروهای نظامی آمریکا در شرایط خشک و داغ بیابان تولید شد. در مجموع ۵۰۰٬۰ یونیفرم پنبه‌ای درخواست شد. با این حال، به دلیل هزینه، تولید یونیفرم پنبه‌ای ۶-رنگ کویری مدت کوتاهی بعد از جنگ خلیج فارس ادامه پیدا نکرد.
چند ماه بعد، طرح عملیات تهاجمی ژنرال شوارتسکف، به نام عملیات طوفان صحرا (که با همکاری معاون فرمانده خود، سپهبد کال والر و دیگر کارکنان ستادش تهیه کرده بود)، استراتژی "ضربهٔ چپ" (هوک چپ) بود و بسیار از آن حمایت شد که در آن به پشت نیروهای عراقی مستقر در کویت، در خاک عراق رفته و به جنگ زمینی در مدت تنها چهار روز پایان می‌داد. او شخصاً در رهبری جنگ بسیارمشاهده می‌شد، کنفرانس‌های مطبوعاتی مکرر می‌داد و " نورمن آتشی " لقب گرفت. برای خدماتش در طول جنگ، در بازگشت به آمریکا با رژه بزرگی در برادوی نیویورک مورد استقبال قرار گرفت.

## بازنشستگی
پس از جنگ، به شوارتسکف توسط وزیر ارتش مایکل استون، پست رئیس ستاد ارتش ایالات متحده پیشنهاد شد اما او نپذیرفت. او از خدمت در ماه اوت سال ۱۹۹۱ بازنشسته شد و مدت کوتاهی پس از آن زندگی‌نامه اش را به نام «نیازی به قهرمان نیست»، نوشت که در سال ۱۹۹۲ منتشر شد. برخی از گمانه زنی‌های پس از جنگ خلیج فارس این بود که او ممکن است وارد سیاست شود، اما او این کار را نکرد. شوارتسکف به عنوان یک تحلیلگر نظامی و بیشتر عملیات آزادی عراق با NBC همکاری می‌کرد. آن مدت همزمان بود با پیشرفت سرطان پروستاتش، بیماریی که از سال ۱۹۹۳ تشخیص داده شد و با موفقیت تحت درمان قرار گرفت. شوارتسکف بیشتر وقت خود را در سازمان‌های خیریه و فعالیت‌های اجتماعی می‌گذراند. او در هیئت مدیره رمینگتون و چند شرکت دیگر رده بالا عضو بود. در ۴ مه ۲۰۰۸، نام شوارتسکف در تالار مشاهیر نیوجرسی ثبت شد. وی همچنین عضو افتخاری هیئت مدیره بنیاد تحقیقات میلوم گردید. شوارتسکف تا زمان مرگش در سال ۲۰۱۲ در تمپای فلوریدا زندگی می‌کرد.

## حمایت‌های سیاسی
شوارتسکف، از جورج دبلیو بوش، رئیس‌جمهور آمریکا، در انتخابات موفقیت آمیزش در سال ۲۰۰۴ و انتخاب مجددش در مقابل جان کری، نامزد دموکرات، جانبداری نمود و اینگونه بیان کرد "(رئیس جمهور بوش) نامزدی است که نشان داده عزم لازم برای شکست تروریسم را داراست. در مقابل اراده استوار رئیس جمهور به شکست مادشمنانمان، سناتور کری یک سابقهٔ از ضعف دارد و من هیچ اطمینانی در توانایی اش برای مبارزه و پیروزی در جنگ علیه تروریسم، ندارم. " با این حال، دسامبر ۲۰۰۴، شوارتسکف منتقد جنگ عراق و دونالد رامسفلد، وزیر دفاع وقت شد. شوارتسکف از نامزد حزب جمهوریخواه در انتخابات ریاست جمهوری سال ۲۰۰۸، جان مک کین پشتیبانی کرد.

## مرگ
شوارتسکف ۲۷ دسامبر ۲۰۱۲ در تمپا، فلوریدا، در ۷۸ سن به دلیل عوارض ناشی از ذات الریه درگذشت.
از او همسرش برندا و فرزندانش، سینتیا شوارتسکف در لیتیا، فلوریدا یک مربی حرفه‌ای و سخنران؛ جسیکا شوارتسکف، تولیدکننده فیلم وبرنامهٔ تلویزیونی در تمپا، فلوریدا وکریستین شوارتسکف به جا مانده‌اند.

در بیانیه رسمی منتشر شده توسط منشی مطبوعاتی کاخ سفید جی کارنی اظهار داشت: "با درگذشت ژنرال نورمن شوارتسکف، ما یک آمریکایی اصیل را از دست دادیم، از خدمات پر افتخارش در ویتنام تا آزادی تاریخی کویت و رهبری خود درمرکز فرماندهی ایالات متحده، ژنرال شوارتسکف همیشه به کشور و ارتشی که دوستشان داشت پای بند بود. دعاهای ما با خانواده شوارتسکف است، که امشب می‌داند که میراثش در کشوری خواهد ماند که به دلیل خدمات میهن پرستانه اش محلی امن تراست.

رئیس‌جمهور پیشین، جورج هربرت واکر بوش، که به عنوان فرمانده کل قوا دستور عملیات سپر صحرا و طوفان صحرا را صادر کرد، بیانیه منتشرکرد که به شرح زیر است: "باربارا و من، برای از دست دادن یک وطن پرست واقعی آمریکایی و یکی از بزرگترین رهبران نظامی در میان هم نسلانش، سوگواری می‌کنیم. عضو برجسته‌ای از "صف بلند خاکستری" اهالی وست پوینت، ژنرال نورمن شوارتسکف، برای من، تجلی "وظیفه، خدمت، کشور" است، باوری که از آزادی ما و این ملت بزرگ را طی بسیاری ازبحران‌های بین‌المللی دفاع کرده‌است. بیش از این، او مردی خوب و محترم، و دوستی عزیز بود. باربارا و من به همسرش، برندا و خانوادهٔ خوبش تسلیت می‌گوییم."

وزیر سابق امور خارجه ایالات متحده، ژنرال کالین پاول، که در سال ۹۱–۱۹۹۰ به عنوان رئیس ستاد مشترک ارتش عملیات را نظارت می‌کرد، اظهار داشت: "با در گذشت ژنرال نورمن شوارتسکف، آمریکا یک وطن پرست و یک سرباز بزرگ را از دست داد. نورمن به کشور خود برای بیش از ۳۵ سال با دلیری و افتخار خدمت کرد. برجسته‌ترین بخش از زندگی حرفه‌ای او در سال ۱۹۹۱ جنگ خلیج فارس، عملیات طوفان صحرا بود. نورمن نیروهای ائتلاف را به سوی پیروزی رهبری کرد، ارتش عراق را از کویت بیرون کرد و دولت بر حق را بازگرداند. رهبری او نه تنها الهام بخش نیروهای خودش، بلکه الهام بخش ملت بود. او یکی از دوستان خوب و رفیق نزدیک من بود. همسرم آلما، و من به همسرش، برندا و خانواده اش عمیق‌ترین تسلیتها را عرض می‌کنیم."